# Criosfera

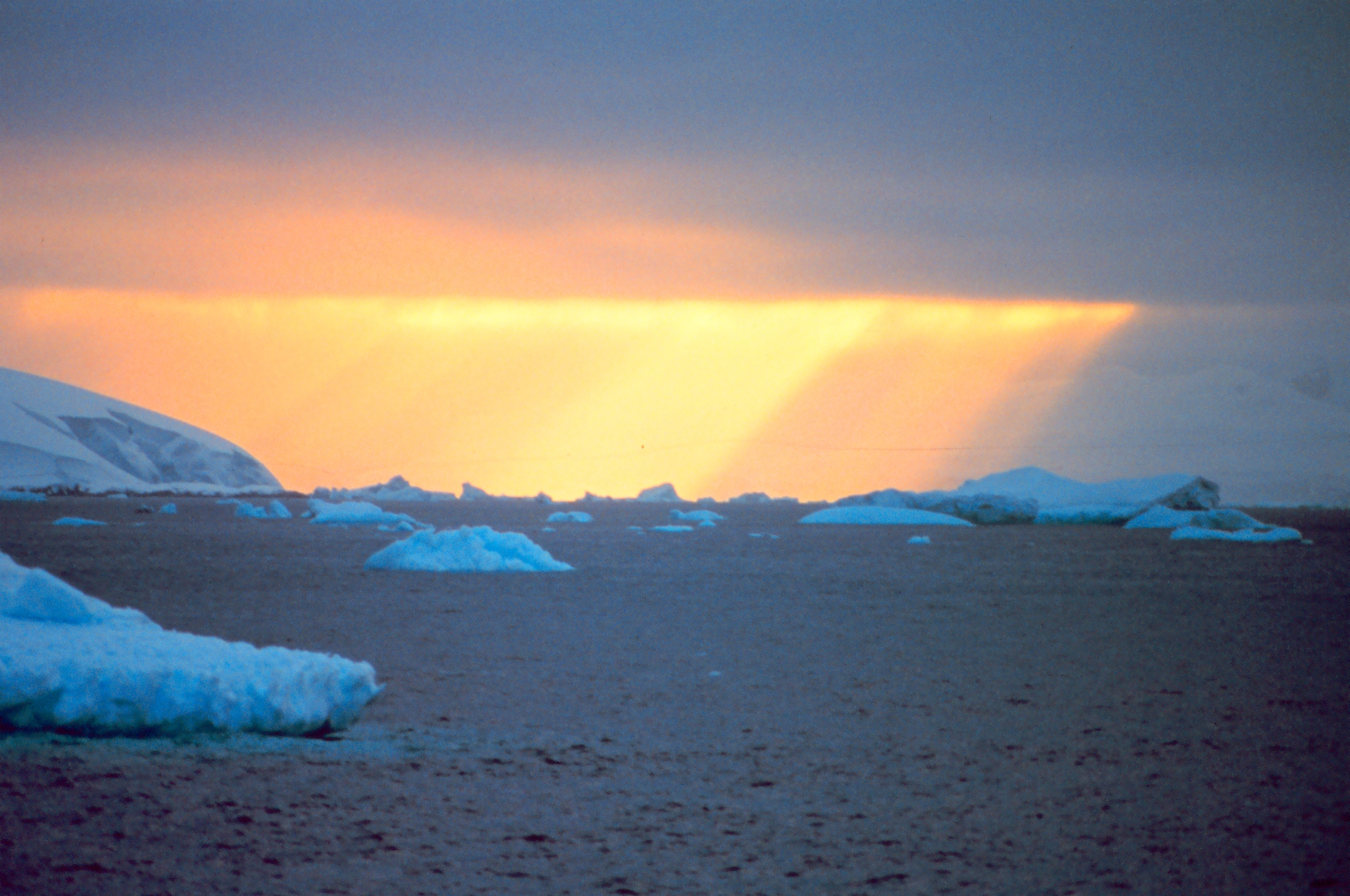
Antártica

Os cientistas classificam a Terra em cinco esferas, sendo a quinta chamada criosfera (do grego kryos, que significa glacial, frio ou gelado, e sphaira, que significa esfera). É constituída por regiões da superfície terrestre cobertas permanentemente por gelo e neve e aquela parte do solo que contem gelo. Cobrem 10% da superfície terrestre e têm enorme importância na regulação dos processos hídricos e atmosféricos.
Inclui:
- mantos e calotas de gelo
- geleiras
- mar congelado (gelo marinho)
- lagos e rios congelados
- permafrost (solo e rochas congeladas)
- neve sazonal

A água congelada representa 80% de toda a água doce disponível na Terra.
O Centro Polar e Climático da Universidade Federal do Rio Grande do Sul (UFRGS), em Porto Alegre, Brasil, é a principal instituição de língua portuguesa que investiga a criosfera.